# Compagnie normande
La Compagnie normande, de son vrai nom la Compagnie Rozée, est une ancienne compagnie commerciale française, fondée par Jean Rozée et ses associés rouennais et dieppois en 1626 et à laquelle Richelieu accordera le monopole du commerce du Sénégal et de la Gambie pour dix ans en 1633, puis celui de la Guinée en 1634.
Cette association de marchands de Dieppe et de Rouen est chargée de l'exploitation du Sénégal et de la Gambie. En 1628 un premier comptoir est installé au Sénégal. Puis, en 1638 une « habitation » est créée par le normand Thomas Lambert dans l'île de Bocos, à proximité de l'embouchure du fleuve Sénégal.
La compagnie est dissoute en 1659 et ses actifs sont rachetés par la Compagnie du Cap-Vert et du Sénégal, une autre des nombreuses compagnies européennes fondées au XVIIe siècle.